# 동문로 (포항시)
동문로(Dongmun-ro)는 대한민국 경상북도 포항시 남구 연일읍 생지리에서 오천리를 거쳐 연결하는 도로이다.
2009년 12월 1일 도로명 주소 사업에 인해 동문로로 지정되었다.

## 노선 구간
- 삼거리 명칭 미상
  - 철강로
    - 세종아파트
    - 연일베르체2차아파트
    - 포항에코코아루아파트
    - 영일국민주택
    - 영일중학교
    - 영일고등학교
- 삼거리 명칭 미상
  - 연일중앙로, 동문로76번길
    - 영남비취타운1,2차아파트
    - 대우네오빌아파트
- 삼거리 명칭 미상
  - 형산강남로

## 차로수
- 왕복 4차로